# Warriors Orochi: The Collective
Warriors Orochi: The Collective (無双OROCHI Z,, Musō Orochi Zeto) é um jogo de hack and slash desenvolvido pela Koei e Omega Force com exclusividade para o PlayStation 3. WOC é uma terceira continuação da série Warriors Orochi um crossover das séries Samurai Warriors e Dynasty Warriors. Warriors Orochi: The Collective é uma junção dos dois jogos antecessores com mais personagens e fases em uma plataforma mais avançada. O jogo foi lançado em 12 de março de 2009 no Japão. Apesar do plano de lançamento no ocidente junto com o título já anunciado, a Koei declarou que jogo não será mais lançado no ocidente.

## Personagens
Além dos 92 personagens dos dois primeiros Warriors Orochi terem retornado, dois recém-chegados fazem sua primeira aparição no jogo também:
- Benkei que foi um monge guerreiro da Era Heian, famosamente conhecido por sua lealdade a Minamoto no Yoshitsune, e sua coleção de armas. Ele usa uma luva gigante no braço direito e carrega várias armas dentro de uma espécie de bolsa em suas costas.[9]

- Sanzang Fashi é a personagem principal do clássico épico chinês, Jornada para o Oeste, de onde Sun Wukong também foi originado. Entretanto, houve uma quebra na retratação tradicional, Sanzang é retratada como mulher e Warriors Orochi Z. Sua arma são as mangas de sua roupa, no estilo "O Clã das Adagas Voadoras".[10]

Além disso, Dodomekki e Gyuki, dois generais do exército de Orochi que eram jogáveis apenas nos modos Versus e Survival em Warriors Orochi 2, foram melhorados e se tornaram personagens principais que podem ser usados em todas as partes do jogo, completamente atualizados e com golpes melhorados.
Com a adição de quatro personagens, um total de 96 personagens abrange a lista de  Warriors Orochi: The Collective.
Também, os 6 trajes  Dynasty Warriors estão disponíveis, além dos equipamentos feitos para eles retirados do título recente. Os trajes especiais dos personagens de Samurai Warriors estão disponíveis agora, com novos trajes retirados do primeiro jogo. Os personagens que não são de qualquer série têm alguns trajes novos também.

## Jogabilidade
Como Warriors Orochi: The Collective é uma combinação dos dois primeiros jogos, a jogabilidade segue o padrão do primeiro Warriors Orochi; o jogador seleciona três personagens e os usa em uma fase. Entretanto, alguns aspectos da jogabilidade foram melhorados.
Pela primeira vez, o segundo jogador pode escolher seu próprios time de personagens diferente do primeiro jogador, diferente dos dois primeiros jogos onde ambos jogadores usam os mesmo personagens.
O Dream Mode também foi mudado; 12 fases foram adicionadas, dando um total de 40 fases. Diferente de Warriors Orochi 2, personagens não pertencentes aos períodos dos Três Reinos e Sengoku também foram inclusos.
| Time                                        | Fase             |
| ------------------------------------------- | ---------------- |
| Sanzang Fashi, Zhang He, Magoichi Saika     | Tian Shui        |
| Benkei, Da Ji, Himiko                       | He Fei           |
| Kiyomori Taira, Yoshitsune Minamoto, Benkei | Sekigahara       |
| Sun Wukong, Sanzang Fashi, Himiko           | Nan Zhong        |
| Da Ji, Dodomekki, Gyuki                     | Montanhas Wuhang |
| Sanzang Fashi, Pang Tong, Toshiie Maeda     | Anegawa          |
| Masamune Date, Benkei, Himiko               | Mikatagahara     |
| Da Ji, Xing Cai, Gracia                     | Shizugatake      |
| Nene, Hanzo Hattori, Kotaro Fuma            | Castelo Edo      |
| Taigong Wang, Fu Xi, Nu Wa                  | Chi Bi           |
| Orochi, Masamune Date, Keiji Maeda          | Castelo Bai Di   |
| Orochi X, Da Ji, Kiyomori Taira             | Castelo Koshi    |